# Evelio Planas
Evelio Planas (Eutimio Evelio Planas del Río; * 30. Januar 1930 in Santiago de Cuba) ist ein ehemaliger kubanischer Sprinter und Mittelstreckenläufer.
Bei den Panamerikanischen Spielen 1951 in Buenos Aires wurde er Siebter über 800 Meter.
1952 schied er bei den Olympischen Spielen in Helsinki über 400 und 800 Meter im Vorlauf aus und erreichte mit der kubanischen Mannschaft in der 4-mal-100-Meter-Staffel das Halbfinale.
1955 wurde er bei den Panamerikanischen Spielen in Mexiko-Stadt erneut Siebter über 800 Meter.

## Persönliche Bestzeiten
- 100 m: 11,5 s, 1955
- 400 m: 48,7 s, 1956
- 800 m: 1:53,9 min, 1961